# Římskokatolická farnost Rousínov u Vyškova
Římskokatolická farnost Rousínov u Vyškova je územní společenství římských katolíků ve slavkovském děkanství s farním kostelem svatého Václava.

## Území farnosti
Do farnosti náleží tyto kostely, kaple a území obcí:
Kostely :
| Farní kostel sv. Václava | Filiální kostel sv. Maří Magdalény | Filiální kostel sv. Barbory |
| Rousínovec               | Rousínov                           | Velešovice                  |
| Kostel svatého Václava   | Kostel svaté Maří Magdalény        | Kostel svaté Barbory        |

Kaple :
| Kaple Panny Marie | Kaple svatého Jana Nepomuckého | Kaple svatého Floriána |
| Čechyně           | Velešovice                     | Rousínov               |

V letech 2007 až 2018 patřila do farnosti také obec Podbřežice.

## Historie
Fara v (Novém) Rousínově je poprvé zmiňována v roce 1404, za třicetileté války byla zničena. (Nový) Rousínov pak dočasně spadal do farnosti Starý Rousínov (později Rousínovec). Samostatná farnost byla obnovena v roce 1696, tvořil ji obvod vyčleněný z farnosti Starý Rousínov zahrnující (Nový) Rousínov a vesnici Kroužek. V roce 1699 začala na rousínovském náměstí stavba farního kostela svaté Maří Magdalény, který vznikl na místě stávající starší kaple a hřbitova.
K 1. lednu 2006 byla zrušena farnost Rousínovec a k farnosti Rousínov u Vyškova bylo přičleněno její území zahrnující vesnice Rousínovec, Slavíkovice, Čechyně a Velešovice. Krátce poté (do podzimu 2007) byl status farního kostela přesunut z kostela svaté Maří Magdalény v Rousínově na kostel svatého Václava v Rousínovci.

## Duchovní správci
Od 1. září 2006 zde byl farářem R. D. Mgr. Michael Macek. S platností od srpna 2018 byl ve farnosti ustanoven farářem R. D. Mgr. Andrzej Wąsowicz.

## Bohoslužby
| Kostel          | Místo    | Bohoslužba (den) | Hodina     | Poznámka     |
| --------------- | -------- | ---------------- | ---------- | ------------ |
| svatého Václava | Rousínov | neděle pátek     | 9.30 18.00 | Farní kostel |

## Aktivity ve farnosti
Pravidelně při bohoslužbách vystupuje farní sbor a schola.
Dnem vzájemných modliteb farností za bohoslovce a bohoslovců za farnosti brněnské diecéze je 28. duben. Adorační den připadá na 29. ledna.
Ve farnosti se pořádá tříkrálová sbírka. V roce 2016 se při sbírce v Rousínově a přilehlých farnostech spravovaných odsud vybralo 102 782 korun, v roce 2018 se tato částka zvýšila na 118 875 korun.
Od roku 2004 vychází farní zpravodaj (od roku 2018 dvakrát ročně).